# لشکر مهندسی ۴۲ قدر
لشکر مهندسی ۴۲ قدر که نخست گروه مهندسی ۴۲ قدر خوانده می‌شد، لشکر مهندسی رزمی و زیرمجموعه نیروی زمینی سپاه پاسداران انقلاب اسلامی است، که ستاد فرماندهی و پادگان آن در نزدیکی شهر اراک مستقر می‌باشد. پیشینه شکل‌گیری این یگان به سال ۱۳۶۴ و در خلال جنگ ایران و عراق، تحت عنوان گروه مهندسی رزمی ۴۲ قدر بازمی‌گردد و نخستین فرمانده آن محمدرضا عطارزاده بود.  هم‌اکنون سرهنگ پاسدار حسین ساجدی‌فرد فرماندهی لشکر ۴۲ قدر را برعهده دارد.